# Плоское (Касторенский район)
Плоское — деревня в Касторенском районе Курской области России. Входит в состав Ореховского сельсовета.

## География
Деревня находится в восточной части Курской области, в лесостепной зоне, в пределах юго-западной части Среднерусской возвышенности, на расстоянии примерно 14 километров (по прямой) к востоку-юго-востоку (ESE) от посёлка городского типа Касторное, административного центра района. Абсолютная высота — 253 метра над уровнем моря.
Климат
Климат характеризуется как умеренный, со среднегодовой температурой воздуха +5,1 °C и среднегодовым количеством осадков 547 мм.
Часовой пояс
Деревня Плоское, как и вся Курская область, находится в часовой зоне МСК (московское время). Смещение применяемого времени относительно UTC составляет +3:00.

## Население
| 1859 | 1897  | 2002 | 2010 |
| ---- | ----- | ---- | ---- |
| 930  | ↗1033 | ↘143 | ↘68  |

Гендерный состав
По данным Всероссийской переписи населения 2010 года в гендерной структуре населения женщины составляли 38,2 %, женщины — соответственно 61,8 %.
Национальный состав
Согласно результатам переписи 2002 года, в национальной структуре населения русские составляли 100 % из 143 чел.